# Antoine Charles Louis de Lasalle
Antoine Charles Louis de Lasalle Lasalle (Metz, 10 maggio 1775 – Deutsch-Wagram, 6 luglio 1809) è stato un generale francese.

## Biografia
Nato in una famiglia di nobili origini, si arruolò molto giovane nell'armata reale.
Durante la rivoluzione francese divenne ufficiale, poi partecipò alle campagne d'Italia e d'Egitto, ove si fece notare per la sua audacia e i suoi atti di valore. 
Nominato colonnello del 10º reggimento Ussari, al suo rientro in Francia nel 1800 fu nominato generale di brigata all'inizio delle Guerre napoleoniche. Al comando di una brigata di cavalleria che divenne l'«Infernale», Lasalle accumulò vittorie contro i prussiani durante la campagna del 1806 – in particolare con la conquista della fortezza di Stettino – poi in Spagna come generale di divisione a Medina de Rioseco, Burgos e a Medellín.
Richiamato nel 1809 per partecipare alla campagna di Germania e d'Austria, dopo essersi distinto ancora una volta a Essling, il generale Lasalle morì colpito da una pallottola in piena fronte nelle ultime ore della battaglia di Wagram.
Lasalle rimane famoso tanto per i suoi numerosi fatti d'arme quanto per le sue scappatelle di ogni genere. Di volta in volta dietro alle sottane, bevitore e fumatore inveterato, egli diede prova sul terreno di notevole senso tattico e di una bravura leggendaria che gli valse l'ammirazione dei suoi soldati. La sua morte a Wagram, all'età di trentaquattro anni, fu duramente risentita dalle sue truppe e dallo stesso Napoleone, che dichiarò in suo proposito:
(Napoleone, a proposito della morte del generale Lasalle)
Ancor oggi egli è ritenuto uno dei più grandi generali di cavalleria del suo tempo.

## Riconoscimenti
- Ordine della Corona ferrea